# Egmundella fasciculata
Egmundella fasciculata är en nässeldjursart som beskrevs av John Fraser 1940. Egmundella fasciculata ingår i släktet Egmundella och familjen Campanulinidae. Inga underarter finns listade i Catalogue of Life.